# Dichostatoides ugandae
Dichostatoides ugandae là một loài bọ cánh cứng trong họ Cerambycidae.